# Acianthera octophrys
Acianthera octophrys  es una especie de orquídea epifita originaria de  Brasil donde se encuentra en la Mata Atlántica.

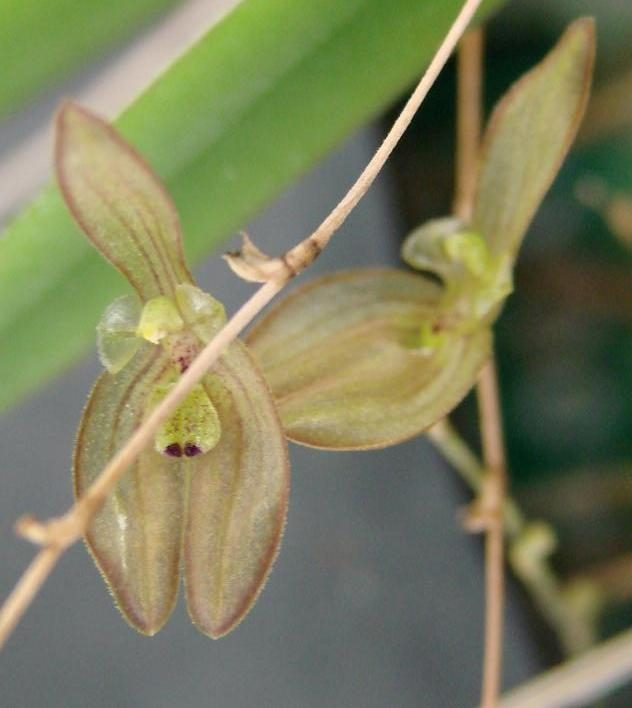
Detalle de la flor

## Taxonomía
Acianthera octophrys fue descrita por (Rchb.f.) Pridgeon & M.W.Chase  y publicado en Lindleyana 16(4): 245. 2001.
Etimología
Acianthera: nombre genérico que es una referencia a la posición de las anteras de algunas de sus especies.
octophrys: epíteto
Sinonimia
- Pleurothallis octophrys Rchb.f.
- Pleurothallis unguiculata Hoehne
- Specklinia octophrys (Rchb.f.) Luer[3][4]